# Kaestlea bilineata
Kaestlea bilineata — вид сцинкоподібних ящірок родини сцинкових (Scincidae). Ендемік Індії.

## Поширення і екологія
Kaestlea bilineata мешкають в Західних Гатах на південному заході Індії, де спостерігалися в горах Нілґірі. Вони живуть у вічнозелених гірських лісах і луках шола, трапляються на чайних плантаціях. Зустрічаються на висоті від 1700 до 2600 м над рівнем моря.